# Tuonetar
Tuonetar ist die Göttin der Unterwelt Tuonela in der finnischen Mythologie. Sie begrüßt die Toten zusammen mit ihrem Mann Tuoni mit einem Krug voller Frösche und Würmer.
Sie ist die Schwester von Kipu-Tyttö und Louhi, der Herrin des Nordlandes.
Sterbliche, die das Reich betreten wollten, mussten in der Dunkelheit durch eisige Flüsse schwimmen, sich durch dornige Dickichte kämpfen und sich schließlich dem fleischfressenden Monster Surma stellen, welches die Tore bewachte. Jeder, der überlebte, bekam ein Bier, welches die Person vergessen lässt, dass es sie gab.

## Belege
1. ↑  Sarah Bartlett: The Mythology Bible: The Definitive Guide to Legendary Tales. Sterling Publishing Company, Inc., 2009, ISBN 978-1-4027-7002-9 (google.de [abgerufen am 23. November 2020]).